# 五線譜
五線譜（ごせんふ）は、楽譜の様式である。5本1組の平行な直線から成る「五線」が、上から下に数段書かれた用紙「五線紙」に調号や音符や音楽記号を書いて楽譜とする。縦が音高を表し、高い音が上に、低い音が下に書かれる。横が時間を表し、左から右に読み進められる。

## 表記できる音高

オクターブ記号の使用例。この楽譜を演奏すると、オクターブ記号の効力によって、第1小節から第3小節まで、全く同じ高さで「ドレドレドレ」と繰り返される。

五線譜においては、音符相互間の音高の高低関係や、音符と音部記号との高低関係を明確にするために、5本1組の等間隔な水平線を用いる。これを五線（ごせん）という。同一水平線上に書かれた音符は、同じ音とされる。線上ばかりでなく、線と線の間にも音符を置くことができる。また、一番上の線の上に接して、ないし、一番下の線の下に接して音符をおくことができる。これにより、五線は11の異なる高さの音を表すことができる。基本的にこれらの音は全音階として置かれる。このため必要に応じて変化記号が用いられる。また、五線に書き切れない高さの音を表記する場合には、その都度臨時の水平線を追加する。この線を「加線」と呼ぶ。また五線を上下2段で組み合わせた大譜表を用いることもある。さらに大譜表に加線が追加されることもある。この他、オクターブ記号を用いることで、本来ならば加線が必要となる高さの音が、五線の中に置かれるようにする場合もある。

## 五線譜の縦と横

### 縦方向

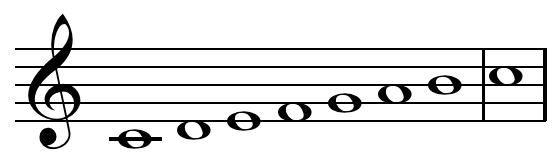
ト音記号を用いてハ長調の音階を五線譜上に並べた。このように五線譜上において半音と全音の区別は見られない。

ログスケールの周波数（Frequency）と、五線譜上の音との対比。

五線の上下は全音階における音高を表しており、高音ほど上部に置かれる。ところで、音の高さの違いとは、基本周波数の違いであり、高音ほど基本周波数も多い。したがって、五線の縦方向は、相対的に基本周波数が増大する方向と一致する。ただし、1オクターブ上の音は基本周波数が2倍なのに、2オクターブ上の音は基本周波数が4倍、3オクターブ上の音は基本周波数が8倍となることからも明らかなように、五線譜上の縦方向はリニアスケールではなくログスケール的である。しかしながら、例えば全音階の1種である長音階は移動ドにおける階名で、ドとレ、レとミ、ファとソ、ソとラ、ラとシは全音（長2度）なのに対して、ミとファ、シとドは半音（短2度）である。そうであるのにもかかわらず、五線譜上で、この全音と半音は区別されずに置かれる。このことから明らかなように、五線譜の縦は完全なログスケールでもないことが判る。

### 横方向
五線の左右は時間を表しており、左から右へと時間が進んでゆく。この意味で五線譜の横方向はリニアスケール的である。ただし、指定されたテンポによって、そこにある音が何秒後に演奏されるかは異なる。例えば、4分の4拍子で60 BPMの場合は、1拍目の音が演奏されてから3拍目の音が演奏されるまでの時間は2 秒であるのに対して、120 BPMならば1 秒である。さらに持続的な速度変化を指示する演奏記号が存在する場合は、当然ながら、この時間は変化する。その上、実際の演奏では、しばしば演奏者がテンポを揺らすために、演奏記号が無くとも時間が変化する場合がある。また、記譜上の問題として、音価の短い音符が多い小節では、1小節が横長になりがちである。以上のことから、五線譜の横方向が完全なリニアスケールではないことが判る。